# Пероксид рубидия
Перокси́д руби́дия — соединение щелочного металла рубидия и кислорода с химической формулой Rb2O2. Белый порошок (из-за примеси RbO2 — жёлтый).

## Получение
- Окисление рубидия кислородом в аммиаке:

{\displaystyle {\mathsf {2\ Rb+O_{2}\ {\xrightarrow {-50^{o}C}}\ Rb_{2}O_{2}}}}
- Разложение надпероксида рубидия в вакууме:

{\displaystyle {\mathsf {2\ RbO_{2}\ {\xrightarrow {290^{o}C}}\ Rb_{2}O_{2}+O_{2}}}}

## Физические свойства
Пероксид рубидия представляет собой белый порошок, часто светло-жёлтый из-за примеси RbO2.
При нагревании желтеет и плавится без разложения при избыточном давлении O2.
Имеет ионное строение (Rb+)2(O22-).
Кристаллы пероксида рубидия принадлежат к ромбической сингонии.
При нагревании выше 125°С пероксид рубидия переходит в кубическую фазу.

## Химические свойства
- При нагревании пероксид рубидия выше температуры плавления разлагается:

{\displaystyle {\mathsf {2Rb_{2}O_{2}\ {\xrightarrow {1010^{o}C}}\ Rb_{2}O+O_{2}}}}
- Взаимодействует с водой (по-разному при разных температурах):

{\displaystyle {\mathsf {Rb_{2}O_{2}+2H_{2}O\ {\xrightarrow {low\ \tau ^{o}C}}\ 2RbOH+H_{2}O_{2}}}}
{\displaystyle {\mathsf {2Rb_{2}O_{2}+2H_{2}O\ {\xrightarrow {\tau ^{o}C}}\ 4RbOH+O_{2}\uparrow }}}
- Реакция с кислотой тоже зависит от температуры:

{\displaystyle {\mathsf {Rb_{2}O_{2}+2HCl\ {\xrightarrow {low\ \tau ^{o}C}}\ 2RbCl+H_{2}O_{2}}}}
{\displaystyle {\mathsf {2Rb_{2}O_{2}+2H_{2}SO_{4}\ {\xrightarrow {\tau ^{o}C}}\ 2Rb_{2}SO_{4}+2H_{2}O+O_{2}\uparrow }}}
- Поглощает углекислоту из воздуха:

{\displaystyle {\mathsf {2Rb_{2}O_{2}+2CO_{2}\ {\xrightarrow {\ \ }}\ 2Rb_{2}CO_{3}+O_{2}\uparrow }}}
- На воздухе медленно взаимодействует с кислородом:

{\displaystyle {\mathsf {Rb_{2}O_{2}+O_{2}\ {\xrightarrow {\ \ }}\ 2RbO_{2}}}}

## Применение
Применяется как поглотитель углекислого газа в пилотируемых космических кораблях. 

## Биологическая роль и физиологическое воздействие
Сильнейший окислитель, опасно реагирует с водой. 
По всей видимости, Rb2O2 - потенциально токсичное вещество.